# Присяжнюк Валентин Арсенійович
Валентин Арсенійович Присяжнюк (1938—2020) — український геолог, кандидат геолого-мінералогічних наук (1972), фахівець з палеонтології та стратиграфії неогенових відкладів України, перш за все з викопних наземних і прісноводних молюсків неогену. Автор понад 120 наукових праць, зокрема широко відомої монографії «Пресноводные и наземные моллюски миоцена Правобережной Украины» (1978). Описав близько 100 нових для науки викопних видів молюсків.

## Життєпис
У 1961 році закінчив геологічний факультет Київського державного університету. Згодом почав працювати в Інституті геологічних наук АН УРСР. У 1972 році захистив кандидатську дисертацію на тему «Наземные моллюски неогена Волыно-Подолии и их стратиграфическое и палеогеографическое значение». Тривалий час роботу в Інституті геологічних наук поєднував з роботою у Президії АН УРСР, де працював ученим секретарем Відділення наук про Землю. Старший науковий співробітник Інституту геологічних наук НАН України.